# Tanga (lingerie)
Pour les articles homonymes, voir Tanga.
 (mai 2018).
Si vous disposez d'ouvrages ou d'articles de référence ou si vous connaissez des sites web de qualité traitant du thème abordé ici, merci de compléter l'article en donnant les références utiles à sa vérifiabilité et en les liant à la section « Notes et références ».

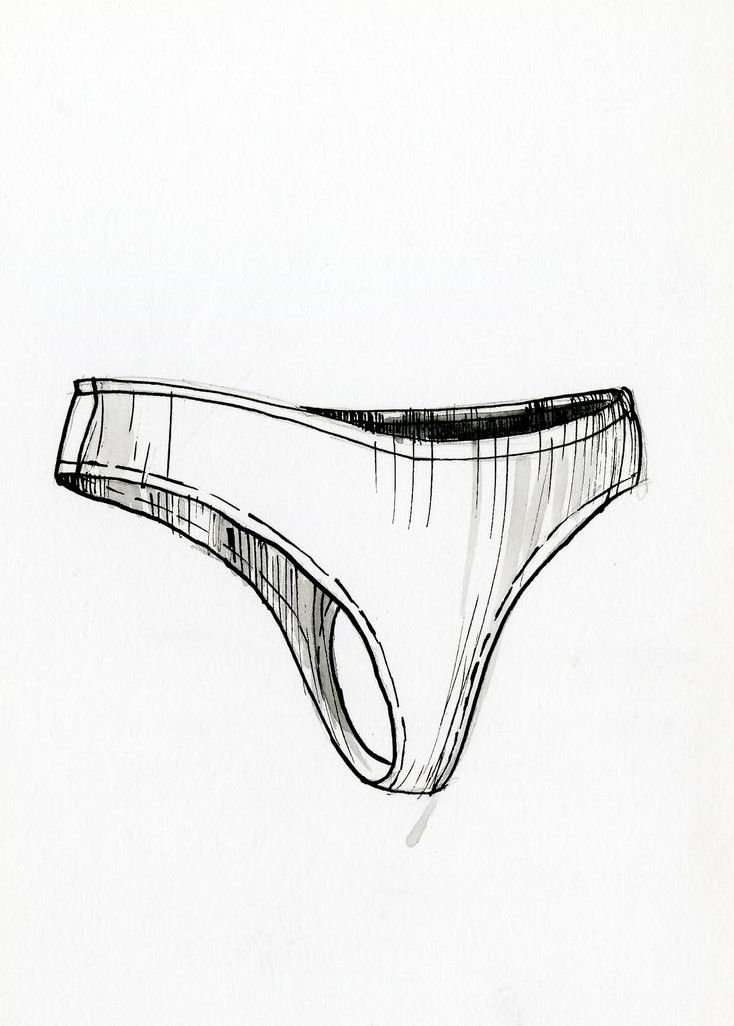
La coupe du tanga : en comparaison du string la bande arrière est plus large et recouvre une partie des fesses.

Un tanga est un type de sous-vêtement ou de maillot de bain destiné à cacher la vulve ou le pénis tout en laissant une grande partie des fesses découverte.

## Description

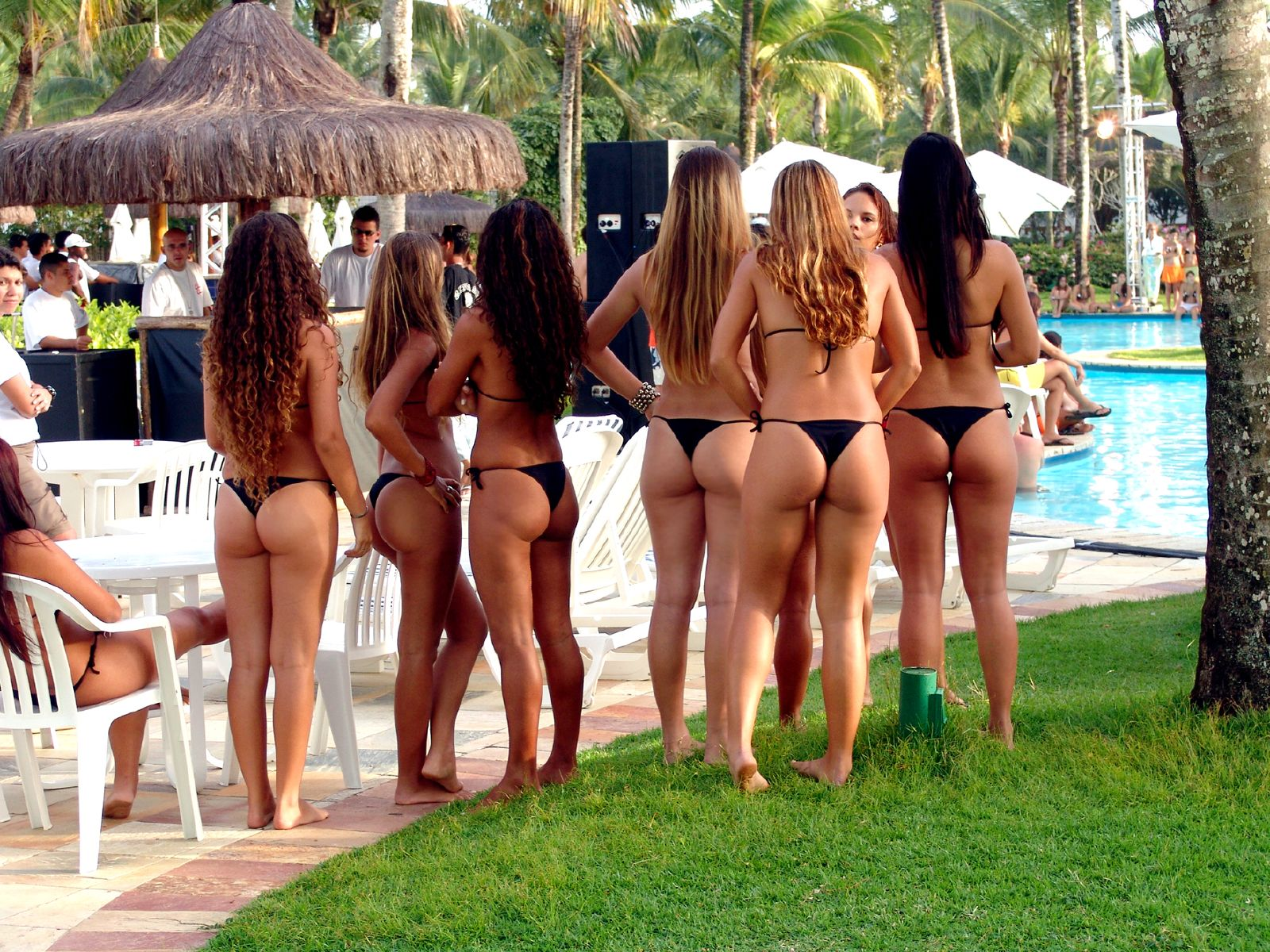
Le tanga en version microkini.

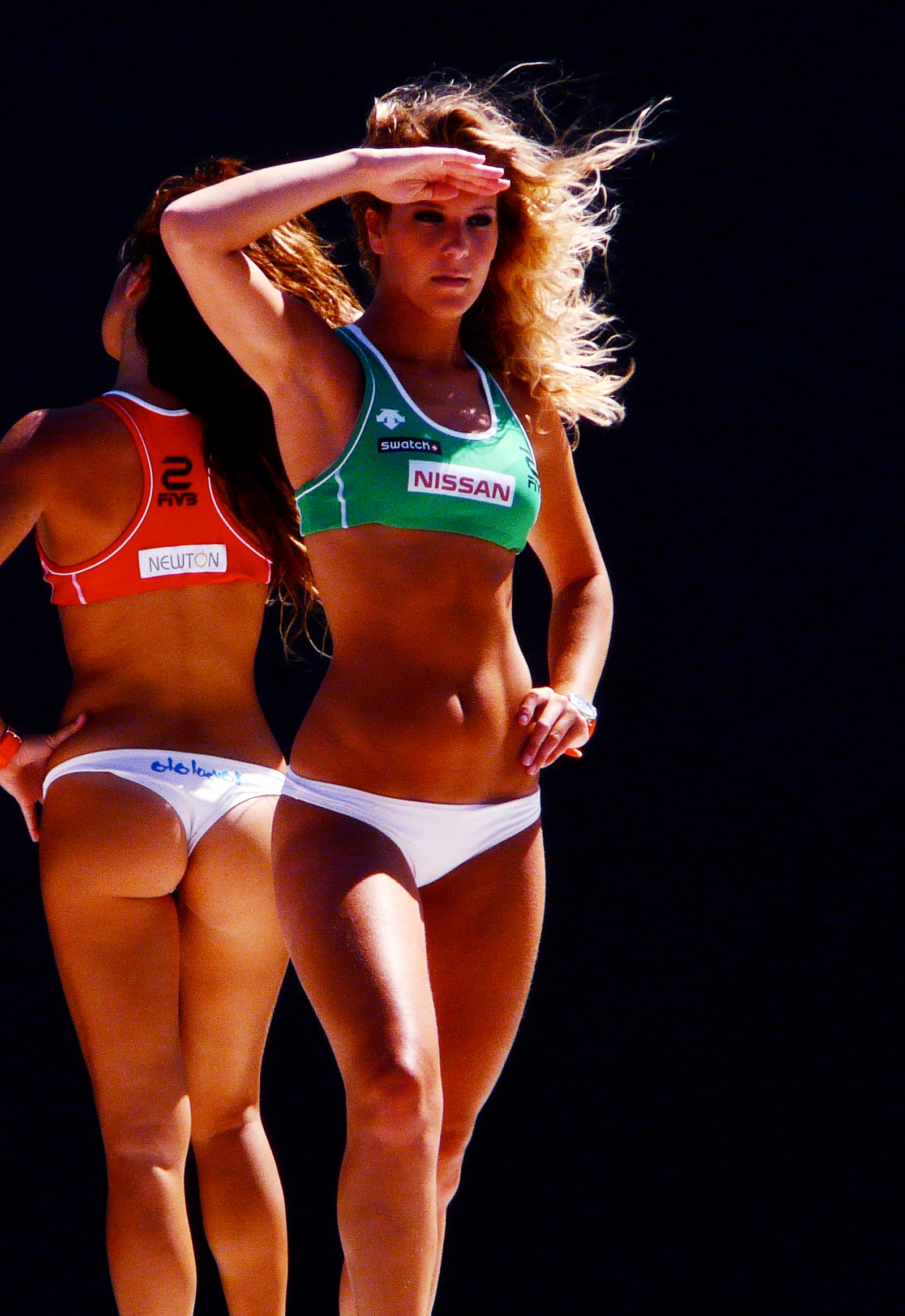
Le tanga et sa coupe moins minimaliste que le string.

C'est un sous-vêtement constitué de deux pièces de tissu, (exceptionnellement de cuir ou de latex). La première est en forme de triangle recouvrant le sexe et se prolongeant en une bande passant entre les cuisses et les fesses. Elle est reliée par ses deux extrémités à la seconde, plus ou moins fine, qui entoure les hanches.
Le tanga, se différencie du string par le fait que la ficelle à l'arrière est remplacée par une pièce de tissu triangulaire et qu'il recouvre le haut des fesses.
Depuis les années 2010 le tanga est, avec la petite culotte, le sous vêtement féminin le plus populaire et le plus vendu,,.
Le tanga est également une coupe de plus en plus courante pour le maillot de bain féminin même si les formes plus habillées font un retour à la fin des années 2010,.
Le tanga est plus ou moins échancré sur le haut des cuisses et le pubis, et la bande cerclant les hanches peut être de taille variable. Lorsque la bande est large et descend relativement bas sur les fesses, on parle de shorty string.[réf. nécessaire]
Au début du XXIe siècle, comme le fait que les poils pubiens dépassent des sous-vêtements est jugé inesthétique, le port du tanga est souvent associé à une épilation du maillot.
À partir de l'année 2019, les culottes menstruelles connaissent un essor significatif en France, conduisant à la création du tanga de règles. En raison de leur forme étroite à l'entrejambe, les tangas menstruels sont plutôt destinés à absorber et retenir les flux menstruels légers.

## Tanga pour homme
Il existe également des tangas pour homme. De la même manière que pour la femme, il s'agit d'un sous-vêtement symétrique. Il est reconnaissable en général par son large élastique à la taille qui est le seul lien entre les deux bouts de tissu.